# Ekchymose

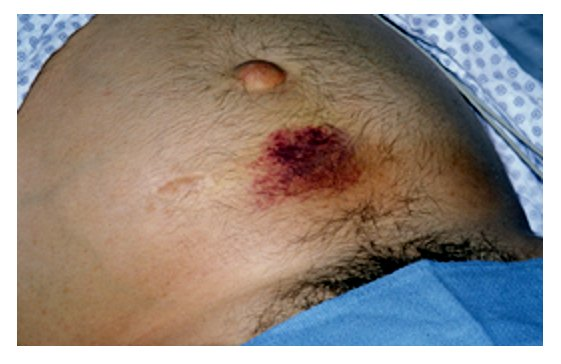
Cullen-Zeichen

Ekchymose (von altgr. ἐκχύμωσις (ἐκ - aus, χέω - ich gieße); lat. ecchymosis) ist der medizinische Fachausdruck für eine kleinflächige, fleckenförmige Blutung der Haut.
Die Ekchymose ist eine Art der Purpura (allgemeine Hautblutung), die je nach Größe unterschieden werden. Sie reichen von Aussaat von punktförmigen Blutungen (Petechien), münzengroßen Sugillationen über Ekchymosen bis zu Suffusionen (großflächige Blutungen).
Als Ursache kommen eine akute Bakteriämie oder Sepsis, Immunerkrankungen, ein erhöhter Cortisolspiegel im Serum (z. B. bei Glukokortikoidtherapie oder Morbus Cushing), Infektionen wie Malaria oder Pest, Gefäßstörungen, Thrombopenien (Mangel an Blutplättchen), Bisse und Stiche von Gifttieren wie z. B. Vipern, Blutstauung infolge komprimierender Gewalteinwirkung (z. B. Drosseln, Würgen), portale Hypertension im Rahmen einer Leberzirrhose und Paraproteinämien (falsche und zu viele Proteine im Blut) in Frage. Des Weiteren können Ekchymosen Zeichen von Frakturen (Knochenbrüchen) und gegebenenfalls nur vorübergehender Luxationen (Gelenkverrenkungen) sein, z. B. im Bereich des Fußskeletts.
Ekchymosen können Zeichen einer akuten Pankreatitis sein. Hierbei spricht man vom Cullen-Zeichen, wenn sich die Blutungen im Bereich um den Bauchnabel herum zeigen, und vom Grey-Turner-Zeichen, wenn sich die Blutungen im Bereich der Flanken befinden.